# Semion Vassilievitch Kotchoubeï
Pour les autres membres de la famille, voir Famille Kotchoubeï.
Semion Vassilievitch Kotchoubeï. (en alphabet russe : Семён Васильевич Кочубей). Né en 1725, décédé le 24 décembre 1779. Contremaître général (gueneralny obozny - генеральный обозный dans l'organisation militaro-politique Cosaques d'Ukraine) du 10 novembre 1751 au 13 décembre 1779). Colonel (polkovnik - полковник) au Régiment de Nijyn (une unité administrative des Cosaques d'Ukraine). Major-général, membre du conseil d'administration de la Petite Russie, membre du Conseil privé (1775).

## Famille
Fils de Vassili Vassilievitch Kotchoubeï (décédé en 1743) colonel au Régiment Poltava (unité militaro-administrative Cosaque d'Ukraine dont la capitale fut Poltava) et de son épouse Anastasia (Marta) Danilovna Apostol.
Semion Vassilievitch Kotchoubeï épousa Ksenia Guerasimova Demechko-Strechnetsova.
Deux enfants naquirent de cette union :
- Mikhaïl Semionovitch Kotchoubeï : (1751-?), lieutenant-colonel.
- Nadejda Semionovna Kotchoubeï : Elle épousa Piotr Sergueïevitch Potemkine[1].

## Biographie

Emblème du Régiment Nejinski

Membre du Conseil d'administration de la Petite Russie puis major-général. En 1750, il se rendit à Saint-Pétersbourg, avec le soutien de l'hetman Kirill Grigorievitch Razoumovski il fut élu membre du Conseil privé (1775). 
Semion Vassilievitch Kotchoubeï fut le fondateur de la première branche de la lignée des Kotchoubeï, celle-ci s'éteignit en 1870 au décès de son petit-fils Nikolaï Mikhaïlovitch, ce dernier était atteint d'une déficience mentale (fils de Mikhaïl Semionovitch Kotchoubeï).

## Décès et inhumation
Semion Vassilievitch Kotchoubeï décéda le 24 décembre 1779, il fut inhumé en l'église de Doubovitch (oblast de Soumy) en Ukraine. 